# Tiffany Kronlöf
Tiffany Maria Mikaela Kronlöf, född 26 mars 1987 i Sorunda, Nynäshamns kommun, är en sverigefinsk sångerska, låtskrivare, manusförfattare, regissör och skådespelare. Hon är också känd som Tiffany K.
Tiffany Kronlöf växte upp i Sorunda utanför Nynäshamn och började sin musikbana 2008 som medlem i Rebel Youth Family, där hon var med och körade bakom artister som Diegojah. Hon har därefter utvecklat sig som soloartist med främst en blandning av reggae och rap, oftast med en samhällskritisk, feministisk och antirasistisk prägel. 2010 bildade hon tillsammans med gitarristen och producenten Thom Gisslén den musikaliska samarbetsduon Thoffas Music. 
2012 släppte de EP:n Floating med låtar som "Floating", "Stand Up (for the Women)" och "ID, please". I början av 2013 släpptes singeln "Sweet Loving Man" från kommande albumet Falling Down.
Hon har också samarbetat mycket med sin syster Bianca Kronlöf på videoserier på Youtube och i ett avsnitt av Belinda Olssons SVT-serie Fittstim – min kamp (2014). Våren 2014 skrev och spelade de två huvudrollerna i webb-tvserien Full patte i SVT Flow. Hon medverkade även som sångerska/rappare med egen musik.